# NBA All-Star Weekend 2013
L'NBA All-Star Weekend 2013 si è disputato presso il Toyota Center di Houston da venerdì 15 febbraio a domenica 17 febbraio 2013. La manifestazione ha previsto vari eventi cestistici, e si è conclusa con il 62º All-Star Game della NBA.

## Venerdì

### All-Star Celebrity Game
Il primo evento del weekend è l'All-Star Celebrity Game: si tratta di una partita tra squadre miste, composte da personaggi dello spettacolo ed ex giocatori NBA. La partita si svolge alla Sprint Arena, presso il George R. Brown Convention Center di Houston.

### NBA Rising Stars Challenge
Il secondo evento del venerdì è l'NBA Rookie Challenge, dal 2012 denominato "NBA Rising Stars Challenge"; prevede la sfida tra due squadre miste di rookies e sophomores della stagione NBA 2012-13. I giocatori sono stati selezionati dai vice allenatori delle squadre NBA (massimo un voto per squadra); così come nell'edizione precedente, gli allenatori delle due squadre sono Shaquille O'Neal e Charles Barkley; le squadre sono state composte in base ai voti dei fan su internet.
MVP dell'incontro è stato eletto Kenneth Faried, giocatore dei Denver Nuggets.
| Houston 16 febbraio 2013 | Team Shaq                                  | 135 – 163 (66-90) referto | Team Chuck | Toyota Center (16.101 spett.)\| Arbitri: \| Haywoode Workman Josh Tiven James Williams \| |
| Arbitri:                 | Haywoode Workman Josh Tiven James Williams |                           |            |                                                                                           |

#### Team Shaq
| Team Shaq              |      |                        |       |       |      |      |    |    |     |     |    |     |     |    |     |
| Giocatore              | Anno | Squadra                | MIN   | FG    | 3FG  | FT   | RO | RD | RIM | AST | FP | RUB | PER | ST | PT  |
| Chandler Parsons       | S    | Houston Rockets        | 24:05 | 6-9   | 1-3  | 0-0  | 1  | 0  | 1   | 1   | 2  | 0   | 1   | 1  | 13  |
| Michael Kidd-Gilchrist | R    | Charlotte Bobcats      | 23:16 | 4-8   | 0-0  | 0-1  | 1  | 3  | 4   | 3   | 1  | 0   | 1   | 0  | 8   |
| Harrison Barnes        | R    | Golden State Warriors  | 19:14 | 5-8   | 1-3  | 1-2  | 0  | 0  | 0   | 0   | 0  | 0   | 1   | 0  | 12  |
| Damian Lillard         | R    | Portland Trail Blazers | 27:30 | 7-17  | 2-10 | 2-2  | 0  | 3  | 3   | 5   | 4  | 2   | 0   | 0  | 18  |
| Kyrie Irving           | S    | Cleveland Cavaliers    | 26:46 | 14-20 | 4-8  | 0-0  | 2  | 4  | 6   | 6   | 0  | 1   | 1   | 0  | 32  |
| Riserve                |      |                        |       |       |      |      |    |    |     |     |    |     |     |    |     |
| Kemba Walker           | S    | Charlotte Bobcats      | 19:43 | 4-6   | 0-2  | 0-0  | 0  | 1  | 1   | 8   | 0  | 2   | 1   | 1  | 8   |
| Tyler Zeller           | R    | Cleveland Cavaliers    | 16:13 | 1-2   | 0-0  | 2-4  | 0  | 4  | 4   | 1   | 1  | 1   | 1   | 0  | 4   |
| Klay Thompson          | S    | Golden State Warriors  | 14:29 | 5-11  | 1-6  | 0-0  | 1  | 1  | 2   | 1   | 0  | 0   | 1   | 1  | 11  |
| Dion Waiters           | R    | Cleveland Cavaliers    | 18:37 | 11-12 | 0-0  | 1-1  | 0  | 0  | 0   | 3   | 1  | 1   | 2   | 0  | 23  |
| Andrew Nicholson       | R    | Orlando Magic          | 09:31 | 3-4   | 0-0  | 0-2  | 2  | 1  | 3   | 0   | 1  | 0   | 0   | 0  | 6   |
| Andre Drummond         | R    | Detroit Pistons        | 00:36 | 0-0   | 0-0  | 0-0  | 0  | 0  | 0   | 0   | 0  | 0   | 0   | 0  | 0   |
| Totale                 |      |                        | 200   | 60-97 | 9-32 | 6-12 | 7  | 17 | 24  | 28  | 10 | 7   | 9   | 3  | 135 |

- All.: Shaquille O'Neal e David Fizdale (Miami Heat)

#### Team Chuck
| Team Chuck       |      |                        |       |        |       |      |    |    |     |     |    |     |     |    |     |
| Giocatore        | Anno | Squadra                | MIN   | FG     | 3FG   | FT   | RO | RD | RIM | AST | FP | RUB | PER | ST | PT  |
| Kawhi Leonard    | S    | San Antonio Spurs      | 22:53 | 8-14   | 3-6   | 1-1  | 2  | 5  | 7   | 3   | 2  | 0   | 1   | 1  | 20  |
| Kenneth Faried   | S    | Denver Nuggets         | 22:21 | 18-22  | 1-1   | 3-3  | 7  | 3  | 10  | 2   | 0  | 0   | 2   | 0  | 40  |
| Anthony Davis    | R    | New Orleans Hornets    | 20:25 | 5-8    | 1-2   | 0-0  | 1  | 8  | 9   | 1   | 1  | 1   | 1   | 2  | 11  |
| Bradley Beal     | R    | Washington Wizards     | 22:20 | 5-10   | 2-4   | 0-0  | 1  | 0  | 1   | 4   | 0  | 2   | 1   | 0  | 12  |
| Ricky Rubio      | S    | Minnesota Timberwolves | 15:36 | 2-4    | 1-3   | 0-2  | 0  | 0  | 0   | 10  | 3  | 1   | 1   | 0  | 5   |
| Riserve          |      |                        |       |        |       |      |    |    |     |     |    |     |     |    |     |
| Aleksej Šved     | R    | Minnesota Timberwolves | 18:15 | 5-8    | 2-4   | 0-0  | 0  | 1  | 1   | 4   | 1  | 0   | 0   | 0  | 12  |
| Tristan Thompson | S    | Cleveland Cavaliers    | 17:39 | 9-10   | 0-0   | 2-4  | 5  | 5  | 10  | 1   | 2  | 1   | 1   | 0  | 20  |
| Isaiah Thomas    | S    | Sacramento Kings       | 21:13 | 7-10   | 4-6   | 0-0  | 1  | 4  | 5   | 10  | 0  | 2   | 1   | 0  | 18  |
| Nikola Vučević   | S    | Orlando Magic          | 19:35 | 6-8    | 1-1   | 2-3  | 1  | 3  | 4   | 1   | 1  | 0   | 0   | 0  | 15  |
| Brandon Knight   | S    | Detroit Pistons        | 19:43 | 4-14   | 2-5   | 0-0  | 3  | 1  | 4   | 6   | 1  | 0   | 1   | 0  | 10  |
| Totale           |      |                        | 200   | 69-108 | 17-32 | 8-13 | 21 | 30 | 51  | 42  | 11 | 7   | 9   | 3  | 163 |

- All.: Charles Barkley e Mike Budenholzer (San Antonio Spurs)

## Sabato
Nella giornata di sabato sono previsti quattro eventi; il primo è l'NBA Development League All-Star Game, segue l'NBA All-Star Saturday Night, in cui si disputano la Shooting Stars Competition, lo Skills Challenge, il Three-Point Contest e lo Slam Dunk Contest.

### Shooting Stars Competition
Western Conference
- Team Harden: James Harden, Tina Thompson, Robert Horry
- Team Westbrook: Russell Westbrook, Maya Moore, Sam Cassell

Eastern Conference
- Team Bosh: Chris Bosh, Swin Cash, Dominique Wilkins (vincitori)[3]
- Team Lopez: Brook Lopez, Tamika Catchings, Muggsy Bogues

### Skills Challenge
Eastern Conference
| Giocatore      | Squadra            | 1º t. | Fin. |
| -------------- | ------------------ | ----- | ---- |
| Jrue Holiday   | Philadelphia 76ers | 29,3  | 35,6 |
| Brandon Knight | Detroit Pistons    | 32,2  | -    |
| Jeff Teague    | Atlanta Hawks      | 49,4  | -    |

Western Conference
| Giocatore      | Squadra                | 1º t. | Fin. |
| -------------- | ---------------------- | ----- | ---- |
| Damian Lillard | Portland Trail Blazers | 28,8  | 29,8 |
| Jeremy Lin     | Houston Rockets        | 35,8  | -    |
| Tony Parker    | San Antonio Spurs      | 48,7  | -    |

### Three-Point Contest
Eastern Conference
| Giocatore    | Squadra             | 1º t. | Fin. |
| ------------ | ------------------- | ----- | ---- |
| Paul George  | Indiana Pacers      | 10    | -    |
| Kyrie Irving | Cleveland Cavaliers | 18    | 23   |
| Steve Novak  | New York Knicks     | 17    | -    |

Western Conference
| Giocatore     | Squadra               | 1º t. | Fin. |
| ------------- | --------------------- | ----- | ---- |
| Ryan Anderson | New Orleans Hornets   | 18    | -    |
| Matt Bonner   | San Antonio Spurs     | 19    | 20   |
| Stephen Curry | Golden State Warriors | 17    | -    |

### Slam Dunk Contest
Eastern Conference
| Giocatore     | Squadra         | 1º t. | Fin. |
| ------------- | --------------- | ----- | ---- |
| Gerald Green  | Indiana Pacers  | 82    | -    |
| Terrence Ross | Toronto Raptors | 99    | 58%  |
| James White   | New York Knicks | 77    | -    |

Western Conference
| Giocatore      | Squadra              | 1º t. | Fin. |
| -------------- | -------------------- | ----- | ---- |
| Eric Bledsoe   | Los Angeles Clippers | 89    | -    |
| Jeremy Evans   | Utah Jazz            | 90    | 42%  |
| Kenneth Faried | Denver Nuggets       | 89    | -    |

## Domenica

### All-Star Game
| Houston 17 febbraio 2013 | Eastern Conference                  | 138 – 143 (26-31, 65-69, 104-108) referto | Western Conference | Toyota Center (16.101 spett.)\| Arbitri: \| Ron Garretson Leon Wood Rodney Mott \| |
| Arbitri:                 | Ron Garretson Leon Wood Rodney Mott |                                           |                    |                                                                                    |

#### Eastern Conference
| Eastern Conference |                     |       |        |       |       |    |    |     |     |    |     |     |    |     |
| Giocatore          | Squadra             | MIN   | FG     | 3FG   | FT    | RO | RD | RIM | AST | FP | RUB | PER | ST | PT  |
| LeBron James       | Miami Heat          | 30:02 | 7-18   | 3-7   | 2-4   | 0  | 3  | 3   | 5   | 0  | 1   | 4   | 0  | 19  |
| Chris Bosh         | Miami Heat          | 23:22 | 3-9    | 0-3   | 0-0   | 0  | 2  | 2   | 1   | 3  | 1   | 3   | 0  | 6   |
| Kevin Garnett      | Boston Celtics      | 06:26 | 0-2    | 0-0   | 0-0   | 1  | 2  | 3   | 1   | 0  | 0   | 1   | 0  | 0   |
| Carmelo Anthony    | New York Knicks     | 30:30 | 8-14   | 3-7   | 7-9   | 5  | 7  | 12  | 3   | 0  | 0   | 1   | 0  | 26  |
| Dwyane Wade        | Miami Heat          | 28:49 | 10-13  | 1-2   | 0-0   | 1  | 2  | 3   | 7   | 2  | 2   | 4   | 2  | 21  |
| Riserve            |                     |       |        |       |       |    |    |     |     |    |     |     |    |     |
| Tyson Chandler     | New York Knicks     | 16:51 | 2-5    | 0-0   | 3-3   | 3  | 5  | 8   | 0   | 1  | 0   | 0   | 0  | 7   |
| Kyrie Irving       | Cleveland Cavaliers | 24:46 | 6-11   | 3-6   | 0-0   | 2  | 1  | 3   | 4   | 1  | 0   | 2   | 0  | 15  |
| Luol Deng          | Chicago Bulls       | 17:05 | 4-10   | 1-5   | 1-1   | 0  | 2  | 2   | 1   | 0  | 0   | 2   | 0  | 10  |
| Paul George        | Indiana Pacers      | 20:03 | 7-13   | 3-6   | 0-0   | 1  | 2  | 3   | 4   | 0  | 2   | 0   | 0  | 17  |
| Joakim Noah        | Chicago Bulls       | 16:12 | 4-7    | 0-0   | 0-0   | 3  | 7  | 10  | 3   | 1  | 0   | 1   | 1  | 8   |
| Jrue Holiday       | Philadelphia 76ers  | 15:19 | 3-6    | 0-2   | 0-0   | 0  | 2  | 2   | 1   | 1  | 2   | 1   | 0  | 6   |
| Brook Lopez        | Brooklyn Nets       | 10:35 | 0-1    | 0-1   | 3-4   | 2  | 3  | 5   | 3   | 1  | 0   | 1   | 0  | 3   |
| Totale             |                     | 240   | 54-109 | 14-39 | 16-21 | 18 | 38 | 56  | 33  | 10 | 8   | 20  | 3  | 138 |

- All.: Erik Spoelstra (Miami Heat)

#### Western Conference
| Western Conference |                        |       |        |       |      |    |     |     |     |    |     |     |    |     |
| Giocatore          | Squadra                | MIN   | FG     | 3FG   | FT   | RO | RD. | RIM | AST | FP | RUB | PER | ST | PT  |
| Kevin Durant       | Oklahoma City Thunder  | 31:22 | 13-24  | 3-8   | 1-1  | 0  | 6   | 6   | 1   | 3  | 2   | 0   | 0  | 30  |
| Blake Griffin      | Los Angeles Clippers   | 27:24 | 9-11   | 0-0   | 1-2  | 2  | 1   | 3   | 3   | 3  | 2   | 0   | 1  | 19  |
| Dwight Howard      | Los Angeles Lakers     | 14:11 | 4-6    | 1-1   | 0-0  | 0  | 7   | 7   | 0   | 1  | 0   | 1   | 0  | 9   |
| Kobe Bryant        | Los Angeles Lakers     | 27:36 | 4-9    | 0-3   | 1-2  | 2  | 2   | 4   | 8   | 2  | 2   | 1   | 2  | 9   |
| Chris Paul         | Los Angeles Clippers   | 27:17 | 7-10   | 4-5   | 2-3  | 0  | 0   | 0   | 15  | 0  | 4   | 3   | 0  | 20  |
| Riserve            |                        |       |        |       |      |    |     |     |     |    |     |     |    |     |
| Tim Duncan         | San Antonio Spurs      | 08:03 | 1-4    | 0-1   | 0-0  | 1  | 2   | 3   | 0   | 1  | 0   | 1   | 0  | 2   |
| Tony Parker        | San Antonio Spurs      | 21:58 | 5-10   | 1-3   | 2-2  | 0  | 1   | 1   | 5   | 0  | 2   | 3   | 0  | 13  |
| James Harden       | Houston Rockets        | 25:50 | 6-13   | 3-8   | 0-0  | 1  | 5   | 6   | 3   | 2  | 0   | 2   | 0  | 15  |
| Zach Randolph      | Memphis Grizzlies      | 13:21 | 3-6    | 0-0   | 0-0  | 1  | 4   | 5   | 0   | 0  | 0   | 0   | 0  | 6   |
| Russell Westbrook  | Oklahoma City Thunder  | 18:06 | 7-13   | 0-3   | 0-0  | 2  | 2   | 4   | 3   | 1  | 1   | 2   | 0  | 14  |
| LaMarcus Aldridge  | Portland Trail Blazers | 11:27 | 0-2    | 0-0   | 0-0  | 0  | 4   | 4   | 1   | 0  | 0   | 1   | 2  | 0   |
| David Lee          | Golden State Warriors  | 13:25 | 3-4    | 0-0   | 0-0  | 0  | 2   | 2   | 0   | 1  | 2   | 1   | 0  | 6   |
| Totale             |                        | 240   | 62-112 | 12-32 | 7-10 | 9  | 36  | 45  | 39  | 14 | 15  | 15  | 5  | 143 |

- All.: Gregg Popovich (San Antonio Spurs)